# Methodenstreit (Gehörlosenpädagogik)
Beim Methodenstreit in der Gehörlosenpädagogik geht es um die Frage, ob die in der Schule anzuwendende bzw. zweckmäßigste Methode der Sprach- und Wissensvermittlung lautsprachorientiert oder gebärdenorientiert sein soll. Seit den 1980er Jahren gilt die Gebärdensprache als vollwertige Sprache und dient zur Definition der kulturellen Zugehörigkeit.

## Geschichte

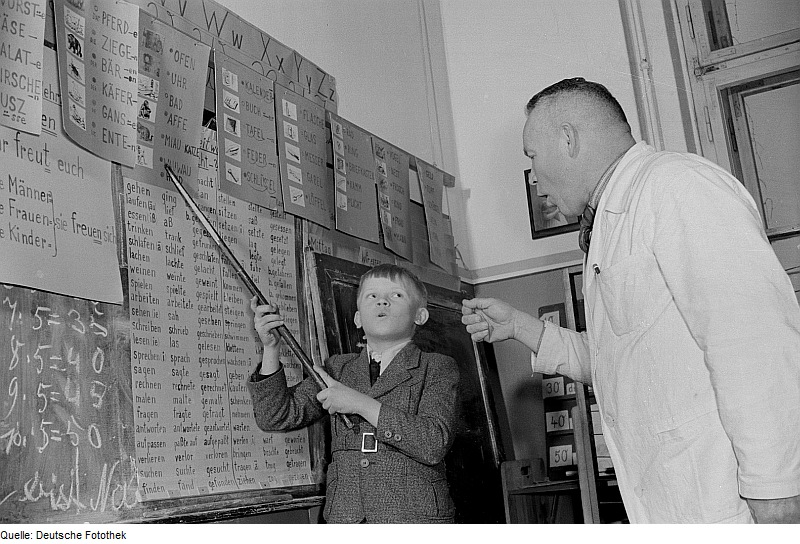
Gehörloser Schüler bei einer „Sprech- und Leseübung“ in der Gehörlosenschule Leipzig in der damaligen DDR, 1953

Um die Sprache der Gehörlosen hat sich in Europa und in den USA ein Streit entwickelt, der in einem historischen Kontext gesehen werden muss. Historisch ist dieser Streit besonders als Methodenstreit bekanntgeworden, weil er vorrangig unter dem Aspekt der anzuwendenden pädagogischen Methodik gesehen wurde. Die auditiv-verbale Methode war lautsprachlich orientiert, die „französische“ Methode benutzte dagegen die Gebärdensprache. Der Methodenstreit war damit auch ein Sprachenstreit.
Als Ursprung des Zwistes wird oft der Mailänder Kongress von 1880 angesehen – tatsächlich aber entstand der Sprachenstreit schon um 1770, als Samuel Heinicke in Deutschland und der Abbé de l’Epée in Frankreich mit jeweils unterschiedlichem Ansatz gehörlosen Kindern schulische Bildung zuteilwerden ließen.
Der Mailänder Kongress wurde zum Umbruch einer bis dahin unentschiedenen Entwicklung. Auf diesem Kongress entschieden sich die damaligen führenden Pädagogen, alle Gehörlosen lautsprachlich zu schulen, nämlich mit der sogenannten oralen Methode. Bei dieser Methode wird der Gehörlose trainiert, zu artikulieren und von den Lippen zu lesen. Dies empfanden die Gehörlosen als unterdrückend, nicht zuletzt weil ihnen dabei beispielsweise auch die Hände hinter den Rücken gebunden und Prügelstrafen verabreicht wurden, um die Gebärdensprache zu unterdrücken. Heute kritisieren praktisch alle Fachleute den Entscheid von 1880, insbesondere die Nötigung, die Hände hinter den Rücken zu binden.

## Medizinisch-technische Entwicklung
Fortentwicklungen der Medizin und der Technik förderten den Trend zur oralen Methode. Anfang des 20. Jahrhunderts wurden die ersten Hörgeräte erfunden, die allerdings weit davon entfernt waren, Gehörlosen eine Hilfe darzustellen. Zu dieser Zeit waren diese Geräte nur den Schwerhörigen eine Hilfe.
In den 1950er Jahren wurde schließlich in den USA und Kanada die so genannte auditiv-verbale Methode entwickelt, bei der Gehörlose nicht mehr nur artikulieren und Lippenablesen lernen, sondern vor allem das Gehör trainieren und der Input als Informationseingang des Sprachverstehens im Zentrum steht. Die wichtigsten Vertreter der auditiv-verbalen Erziehung sind Warren Estabrooks (Kanada) und Susann Schmid-Giovannini (Schweiz).
Doch erst mit der Entwicklung des Computerchips in den 1970er Jahren wurde es erstmals wirklich möglich, den Gehörlosen nicht nur akustische Reize erleben zu lassen, sondern auch wenigstens zu einem bruchstückhaften Verstehen der gesprochenen Sprache zu verhelfen. Der Durchbruch gelang erst Ende der 1970er Jahre, als die Hörgeräte sehr stark an Verstärkung gewannen und miniaturisiert wurden. So kann erst seit Anfang der 1980er Jahre von einer echten auditiv-verbalen Therapie gesprochen werden. Als schließlich das Cochleaimplantat  Mitte der 1990er Jahre sich auch bei Kindern etablierte, wurde die auditiv-verbale Methode bereits um einiges vereinfacht, auch wenn nach wie vor viel Aufwand für die Erlangung der Lautsprache zu erbringen ist.

## Gehörlosenkultur
Seit Anfang der 1980er Jahre beruft sich ein Teil der Gehörlosen auf die Gebärdensprache im Sinne einer vollwertigen Sprache als Definition ihrer kulturellen Angehörigkeit. Diese Gehörlosen fühlen sich in der Regel nicht in die hörende Welt integriert und erleben die hörende Gesellschaft als Isolation. Relevant ist hier auch, dass sich nach den ersten Forschungen durch William Stokoe 1955 in den USA um 1980 auch in Deutschland die Erkenntnis durchsetzte, dass Gebärdensprache ein eigenständiges und vollwertiges Sprachsystem ist, auf dessen Entwicklung die gebärdenden Gehörlosen stolz sein konnten. Daher benutzt ein Teil der Gehörlosen bevorzugt die Gebärdensprache, die ja visuell wahrgenommen werden kann. Die älteren gehörlosen Personen sind vorrangig auf die Gebärdensprache angewiesen, da ihr auditorisches System sich nie entwickeln konnte – diese Entwicklung wird im 7. Lebensjahr fast gänzlich eingestellt.
Gehörlose, vor allem jene, die um oder nach 1980 geboren wurden, profitieren von einem psychosozialen günstigen Umfeld und von technischen und pädagogischen Entwicklungen.
Ein Teil der Gehörlosen fühlt sich in der hörenden Gesellschaft integriert. Diese Personen kommunizieren am liebsten in der Lautsprache, denn sie beherrschen meistens die Gebärdensprache nicht. Dass alle Gehörlosen die Gebärdensprache beherrschen, ist daher nicht zutreffend. Aus diesen jungen Erwachsenen ist dann auch während der 1990er Jahre eine Bewegung der lautsprachlichen Kommunikation entstanden, die im deutschsprachigen Raum in die Gründung der Selbsthilfeorganisation Lautsprachlich Kommunizierende Hörgeschädigte Schweiz (LKH Schweiz) (1994) – nach Umbenennung seit 2015 lkh.ch, Lautsprachlich Kommunizierende Hörbeeinträchtigte – und des Fördervereins LKHD – Lautsprachlich Kommunizierende Hörgeschädigte Deutschlands e. V. (2000) mündeten.
Auf der anderen Seite gibt es gehörlose Menschen, die schon von Kindheit her Kontakt zu anderen gehörlosen Menschen haben. Diese kommunizieren untereinander von früher Kindheit an meist in einer Gebärdensprache, ohne dass dies willentlich gefördert werden muss. Diese lernen dank der technischen Hilfsmittel und entsprechender Pädagogik die Lautsprache und setzen sie im Verkehr mit hörenden Menschen ein. Dies ist der Weg, für den sich Gehörlosenverbände heute einsetzen: Kinder sollen zweisprachig (bilingual) geschult werden. Gehörlose Menschen, die mit dieser Methode aufgewachsen sind, distanzieren sich meist von der Bewegung der lautsprachlich kommunizierenden Hörgeschädigten; primär deshalb, da diese Verbände eine ablehnende Haltung zu Gebärdensprachen haben.
Spätertaubte erleben den Ausfall des für die Kommunikation wichtigen Sinnesorganes in der Regel als Schock. Meistens erfolgt die Verarbeitung der Ertaubung in 3 Phasen: Zuerst der Schock und die Trauer über den Verlust, dann Resignation und Isolation, manchmal mit Schamgefühlen einhergehend, dann schließlich die Öffnung, die in der Regel bei einer geeigneten medizinischen Indikation, mit dem Entscheid zur Nutzung technischer Hilfsmittel wie dem Hörgerät oder dem Cochlea-Implantat einhergeht.
Da taube, ertaubte und manche – nicht alle – gehörlosen Personen durch ihre Kommunikationsbehinderung in der Mehrheitsgesellschaft häufig isoliert sind, werden in allen drei Gruppen soziale Kontakte bevorzugt innerhalb der Gemeinschaft von Gehörlosen gesucht und gepflegt.